# Oscar Nuñez
Pour les articles homonymes, voir Núñez.
Oscar Nuñez (né le 18 novembre 1958 à Cuba) est un acteur americano-cubain. Il est principalement connu grâce à la série The Office dans le rôle d'Oscar Martinez.

## Filmographie

### Cinéma
- 2008 : Beethoven : Une star est née ! (Beethoven's Big Break) : Tick
- 2009 : La Proposition  (The Proposal) : Ramone
- 2015 : People of Earth (série TV) : Father Doug
- 2017 : Baywatch : Alerte à Malibu (Baywatch) : Conseiller Rodriguez
- 2022 : Le Secret de la Cité perdue (The Lost City) d'Aaron et Adam Nee : Oscar
- 2022 : Il était une fois 2 (Disenchanted) d'Adam Shankman : Edgar

### Télévision
- 2002 - 2003 : Malcolm (saison 4 épisode 5 & 16) : Un employé du Ranch Grotto
- 2005 - 2013 : The Office (série TV) : Oscar Martinez
- 2013 : It's Always Sunny in Philadelphia (saison 9 épisode 3) : Le manager du Sudz
- 2014 : New Girl (saison 3 épisode 23) : Doug, le directeur de croisière
- Depuis 2019 : Mr. Iglesias (série TV) : Carlos Hernández
- 2016 : iZombie (Saison 2 épisode 14) : Stan Mendoza
- 2016 : Brooklyn Nine-Nine (Saison 3 épisode 12) : Dr. Prop
- 2020 : Social Distance (Saison 1 épisode 2) (Série TV)  : Miguel Villareal